# Hanna Woronina
Hanna Serhijiwna Woronina, ukr. Ганна Сергіївна Вороніна (ur. 17 kwietnia 1992 w Mariupolu) – ukraińska piłkarka, grająca na pozycji napastnika, reprezentantka Ukrainy.

## Kariera piłkarska

### Kariera klubowa
W 2008 rozpoczęła karierę klubową w seniorskiej drużynie Doneczczanka Donieck. W 2014 została zaproszona do klubu Żytłobud-1 Charków. Swoją karierę piłkarską zakończyła w 2023 jako zawodniczka ormiańskiego FC Hayasa.

### Kariera reprezentacyjna
2 czerwca 2013 roku zadebiutowała w seniorskiej kadrze narodowej w przegranym 0:3 meczu towarzyskim z Belgią. Wcześniej broniła barw juniorskiej reprezentacji U-19.

## Sukcesy i odznaczenia

### Sukcesy klubowe
Doneczczanka Donieck
- brązowy medalista mistrzostw Ukrainy: 2012, 2013
- finalista Pucharu Ukrainy:

Żytłobud-1 Charków
- mistrz Ukrainy: 2014, 2015, 2017/18, 2018/19, 2020/21
- zdobywca Pucharu Ukrainy: 2014, 2015, 2016, 2017/18, 2018/19

### Sukcesy indywidualne
- tytuł Mistrza sportu Ukrainy: 2014
- królowa strzelców mistrzostw Ukrainy: 2017 (12 goli)